# 宮庄基友
宮庄 基友（みやのしょう もととも）は、戦国時代の武将。安芸国の国人・吉川氏の一門。父は宮庄経友。

## 生涯
安芸国の国人・吉川氏の一門である宮庄経友の嫡男として生まれる。
永正18年（1521年）1月16日に父・経友が死去し、後を継いだ。
その後、基友の姉妹、または、基友の娘が吉川氏当主・吉川興経に嫁ぎ、藤姓吉川氏最後の嫡流である千法師を産んでいる。
また、後に毛利氏に仕えて山口奉行を務めた市川経好の正室・市川局の出自として、同じく吉川氏一門である石経守の娘とする説と、基友の娘とする説がある。
『陰徳記』によると、毛利元就の次男・吉川元春による吉川氏相続の話が持ち上がった際に、吉川興経の隠居に反対した人物として江田宮内少輔、二宮俊実、朝枝経道らと共に宮庄経友・備前守（基友）父子の名前も挙げられており、天文19年（1550年）に元春が吉川氏を相続した際に興経への加担を理由として父子共に所領を没収され、後に宮庄の苗字も名乗る福原元正に与えられたとしている。
基友のその後の動向や没年は不明。
その後の宮庄氏については、天正5年（1577年）初頭に吉川元春の三男である吉川経言（後の吉川広家）が相続して一時「宮庄次郎五郎経言」と名乗った後、熊谷直清の子である宮庄春真やその子の家正が継ぎ、江戸時代には岩国領主吉川氏の家老として続いた。